# The D4
The D4 fue una banda neozelandesa de indie rock/garage rock formada en 1998 en la ciudad de Auckland en Nueva Zelanda.
Formó parte del movimiento musical del garage rock revival de los años 1990 y 2000 junto a grupos como The Strokes, The Hives, The Vines, entre otros.
Su álbum más conocido del grupo fue el del año del 2001 titulado 6twenty donde salieron sencillos del grupo que los llevó a la fama internacional como "Come On!", "Get Loose", "Rock n Roll Motherfucker", "Ladies" y "Party Man".
Su sencillo "Come On!" aparece en el videojuego de EA Games: "Burnout 3: Takedown".
En el 2006 el grupo anunció su separación debido a que el vocalista Dion Palmer formó un nuevo grupo llamado The True Lovers y actualmente es bajista del grupo americano de indie rock: A Place to Bury Strangers.

## Integrantes

### Exintegrantes
- Dion Palmer - vocal, guitarra
- Jimmy Christmas - vocal de apoyo, guitarra
- Vaughan Williams "Vaughn" - bajo
- Daniel Pooley "Beaver" - batería
- Rich Mixture - batería
- English Jake - bajo

## Discografía

### Álbumes de estudio
- 2001: "6twenty" (Flying Nun Records)
- 2005: "Out of My Head" (Flying Nun Records)

### EP
- 1999: "The D4"

### Sencillos
- "Ladies Man"
- "Rock'n'Roll Motherfucker"
- "Party"
- "Come On!"
- "Get Loose"
- "Exit To The City"
- "Sake Bomb"
- "What I Want"
- "Feel It Like It"